# Jane the Virgin
Jane the Virgin je americký komediálně-dramatický televizní seriál, satirická telenovela, jejíž autorkou je Jennie Snyder Urman. Jedná se o volnou adaptaci venezuelské telenovely Juanin zázrak. Premiérově byl seriál vysílán v letech 2014–2019 na stanici The CW, celkově vzniklo v pěti řadách 100 dílů.
Seriál byl v roce 2014 nominován na Zlatý glóbus v kategorii Nejlepší televizní seriál (muzikál nebo komedie) a Gina Rodriguez, představitelka titulní role, tehdy získala Zlatý glóbus v kategorii Nejlepší televizní herečka v hlavní roli (muzikál nebo komedie). Tentýž rok byl seriál oceněn cenou Peabody Award a rovněž byl Americkým filmovým institutem jmenován jedním z nejlepších pořadů roku 2014.

## Příběh
Seriál sleduje život Jane Villanuevy (Gina Rodriguez), tvrdě pracující a nábožné mladé Američanky venezuelského původu žijící v Miami, jejíž rodina ctí tradici sexu až po svatbě. Její lékařka ji však namísto běžného vyšetření omylem uměle oplodní. Aby toho nebylo málo, dárcem spermatu je ženatý Rafael (Justin Baldoni), bývalý playboy, který přežil rakovinu, a zároveň majitel hotelu, ve kterém Jane pracuje. Je to ale i její bývalá láska.

## Obsazení

### Hlavní role
- Gina Rodriguez jako Jane Gloriana Villanueva
- Andrea Navedo jako Xiomara „Xo“ Gloriana Villanueva, matka Jane
- Yael Grobglas jako Petra Solano, bývalá manželka Rafaela, původem z České republiky
- Justin Baldoni jako Rafael Solano, majitel hotelu a biologický otec Janenina dítěte
- Ivonne Coll jako Alba Gloriana Villanueva, babička Jane
- Brett Dier jako Michael Cordero Jr., detektiv, manžel Jane (1.–3. a 5. řada, jako host ve 4. řadě)
- Jaime Camil jako Rogelio de la Vega, otec Jane, hvězda telenovel
- Elias Janssen jako Mateo Gloriano Rogelio Solano Villanueva (4.–5. řada; ve 3. řadě hrál tuto postavu jako host Joseph Sanders)

### Vedlejší role
- Anthony Mendez jako vypravěč, hlas dospělého Matea
- Yara Martinez jako dr. Luisa Alver, Rafaelova sestra, doktorka, která omylem uměle oplodnila Jane
- Bridget Regan jako Rose, bývalá právnička, bývalá přítelkyně Louisy, nevlastní matka Luisy a Rafaela
- Megan Ketch jako Susanna Barnett (2. řada), Michaelova partnerka, která ve skutečnosti byla Rose
- Elisabeth Röhm jako Eileen (3. řada), druhá žena, které Rose ukradla identitu
- Mia a Ella Allan jako Anna a Elsa Solanovy, dvojčata Petry a Rafaela (2.–5. řada)
- Carlo Rota jako Emilio Solano, otec Luisy a Rafaela (1. řada)
- Michael Rady jako Lachlan, Rafaelův rival, bývalý snoubenec Petry (1.–2. řada)
- Diane Guerrero jako Lina, nejlepší kamarádka a spolupracovnice Jane
- Azie Tersfai jako detektiv Nadine Hansan (1.–2. řada)
- Camille Collard jako Frankie, kamarádka a spolupracovnice Jane (1. řada)
- Vanessa Merrell a Veronica Merrell jako Valeria a Victoria, dvojčata Melissy, bývalé nevlastní dcery Rogelia (1.–2. řada)
- Priscilla Barnes jako Magda, matka Petry
- Alano Miller jako Roman Zazo, Rafaelův nejlepší přítel (1. řada)
- Adam Rodriguez jako Jonathan Chavez, učitel Jane (2. a 4. řada)
- Dennis Mencia jako Mateo Villanueva, dědeček Jane, manžel Alby (2. řada)
- Brian Jordan Alvarez jako Wesley Masters, spolužák Jane (2. řada)
- Alano Miller jako Roman Zazo a jako Aaron Zazo (1. řada)
- Rita Moreno jako Liliana De La Vega, babička Jane (1.–2. řada)
- Shelly Bhalia jako Krishna, asistentka Petry (2.–5. řada)
- Cástulo Guerra jako Manuel De La Vega, otec Rogelia (2. řada)
- Ricardo Chavira jako Bruce, přítel Xiomary (3. řada)
- Justina Machado jako Darci Factor, bývalá přítelkyně Rogelia, společně mají dceru Baby (3.–5. řada)
- Alfonso DiLuca jako Jorge, přítel Alby (3.–5. řada)
- Johnny Messner jako Chuck, vlastník hotelu vedle Marbelly, milenec Petry (3.–4. řada)
- Francisco San Martin jako Fabian, rival Rogelia (3.–5. řada)
- Tyler Posey jako Adam Alvaro, první láska a později přítel Jane (3.–4. řada)
- Rosario Dawson jako Jane Ramos, právnička Petry (4.–5. řada)

## Produkce
Dne 27. června 2013 televizní stanice The CW oznámila, že plánuje natočit nový seriál založený na venezuelské telenovele Juanin zázrak. Dne 23. února 2014 bylo zveřejněno, že hlavní roli bude hrát Gina Rodriguez. Dne 8. května 2014 stanice oficiálně oznámila, že si seriál Jane the Virgin objednala pro sezónu 2014/2015. Dne 18. července 2014 byl zveřejněn trailer. Natáčení začalo 28. července 2014.

## Vysílání
| Řada | Díly | Premiéra v USA  | Premiéra v USA    |
| Řada | Díly | První díl       | Poslední díl      |
| ---- | ---- | --------------- | ----------------- |
| 1    | 22   | 13. října 2014  | 11. května 2015   |
| 2    | 22   | 12. října 2015  | 16. května 2016   |
| 3    | 20   | 17. října 2016  | 22. května 2017   |
| 4    | 17   | 13. října 2017  | 20. dubna 2018    |
| 5    | 19   | 27. března 2019 | 31. července 2019 |

Úvodní díl seriálu Jane the Virgin měl premiéru na stanici The CW 13. října 2014. Díky úspěchu u diváků získala Jane již 21. října 2014 objednávku na celosezónní první řadu. Dne 11. ledna 2015 byla potvrzena druhá řada, která byla na obrazovky uvedena 12. října 2015. Dne 11. března 2016 byla objednaná třetí řada, jejíž první epizoda třetí série měla premiéru 17. října 2016. Dne 8. ledna 2017 byla objednána čtvrtá řada a závěrečná pátá série byla oznámena 2. dubna 2018. Vysílání seriálu bylo ukončeno po pěti řadách a 100 dílech dne 27. března 2019.

## Přijetí
Server Rotten Tomatoes eviduje pro všechny řady seriálu pouze kladné recenze, průměrná známka u první řady je 7,73, u druhé řady 9,67, u třetí řady 8,33, u čtvrté řady 8,28 a u páté řady 8,87.  Server Metacritic udělil seriálu na základě 30 recenzí, z nichž bylo 29 pozitivních a jedna smíšená, celkem 81 bodů ze 100.

### Ocenění
| Rok  | Ocenění                                      | Kategorie                                                                        | Nominovaný                                 | Výsledek  |
| ---- | -------------------------------------------- | -------------------------------------------------------------------------------- | ------------------------------------------ | --------- |
| 2014 | Americký filmový institut                    | Seriál roku                                                                      | Jane the Virgin                            | vítězství |
| 2014 | TV Guide Award                               | Nejoblíbenější nový seriál                                                       | Jane the Virgin                            | nominace  |
| 2015 | People's Choice Award                        | Nejoblíbenější nová televizní komedie                                            | Jane the Virgin                            | vítězství |
| 2015 | Zlatý glóbus                                 | Nejlepší seriál (muzikál nebo komedie)                                           | Jane the Virgin                            | nominace  |
| 2015 | Zlatý glóbus                                 | Nejlepší ženský herecký výkon – seriál (muzikál nebo komedie)                    | Gina Rodriguez                             | vítězství |
| 2015 | Peabody Award                                | Ocenění                                                                          | Jane the Virgin                            | vítězství |
| 2015 | Critics' Choice Award                        | Nejlepší seriál – komedie                                                        | Jane the Virgin                            | nominace  |
| 2015 | Critics' Choice Award                        | Nejlepší ženský herecký výkon – komedie                                          | Gina Rodriguez                             | nominace  |
| 2015 | Critics' Choice Award                        | Nejlepší mužský herecký výkon ve vedlejší roli – komedie                         | Jaime Camil                                | nominace  |
| 2015 | TV Line Award                                | Herecký výkon týdne                                                              | Jaime Camil ("Chapter Twelve")             | vítězství |
| 2015 | TV Line Award                                | Herecký výkon týdne                                                              | Gina Rodriguez ("Chapter Twenty")          | vítězství |
| 2015 | Teen Choice Award                            | Nejoblíbenější seriálový herec – komedie                                         | Jaime Camil                                | nominace  |
| 2015 | Teen Choice Award                            | Nejoblíbenější seriálová herečka – komedie                                       | Gina Rodriguez                             | nominace  |
| 2015 | Teen Choice Award                            | Objev roku – seriál                                                              | Jane the Virgin                            | nominace  |
| 2015 | Teen Choice Award                            | Objev roku – televizní hvězda                                                    | Gina Rodriguez                             | nominace  |
| 2015 | Teen Choice Award                            | Nejoblíbenější seriálový polibek                                                 | Gina Rodriguez & Justin Baldoni            | nominace  |
| 2015 | Television Critics Association Award         | Nejlepší nový program                                                            | Jane the Virgin                            | nominace  |
| 2015 | Television Critics Association Award         | Individuální ocenění v komedii                                                   | Jane the Virgin                            | nominace  |
| 2015 | Television Critics Association Award         | Individuální ocenění v komedii                                                   | Gina Rodriguez                             | nominace  |
| 2015 | Imagen Award                                 | Nejlepší televizní program – komedie                                             | Jane the Virgin                            | vítězství |
| 2015 | Imagen Award                                 | Nejlepší ženský herecký výkon v hlavní roli – televize                           | Gina Rodriguez                             | vítězství |
| 2015 | Imagen Award                                 | Nejlepší mužský herecký výkon ve vedlejší roli – televize                        | Justin Baldoni                             | nominace  |
| 2015 | Imagen Award                                 | Nejlepší mužský herecký výkon ve vedlejší roli – televize                        | Jaime Camil                                | nominace  |
| 2015 | Imagen Award                                 | Nejlepší ženský herecký výkon ve vedlejší roli – televize                        | Ivonne Coll                                | nominace  |
| 2015 | Imagen Award                                 | Nejlepší ženský herecký výkon ve vedlejší roli – televize                        | Andrea Navedo                              | vítězství |
| 2015 | Gold Derby Award                             | Nejlepší komediální seriál                                                       | Jane the Virgin                            | nominace  |
| 2015 | Gold Derby Award                             | Nejlepší ženský herecký výkon v hlavní roli – komedie                            | Gina Rodriguez                             | nominace  |
| 2015 | Gold Derby Award                             | Objev roku                                                                       | Gina Rodriguez                             | vítězství |
| 2015 | EWwy Award                                   | Nejlepší komediální seriál                                                       | Jane the Virgin                            | vítězství |
| 2015 | EWwy Award                                   | Nejlepší ženský herecký výkon v hlavní roli – komedie                            | Gina Rodriguez                             | vítězství |
| 2015 | EWwy Award                                   | Nejlepší mužský herecký výkon ve vedlejší roli – komedie                         | Jaime Camil                                | nominace  |
| 2015 | Cena Emmy                                    | Nejlepší vypravěč                                                                | Anthony Mendez                             | nominace  |
| 2015 | Voice Arts Award                             | Nejlepší vypravěč – TV nebo film                                                 | Anthony Mendez                             | vítězství |
| 2015 | Gotham Award                                 | Objev roku – seriál (dlouhá forma)                                               | Jane the Virgin                            | nominace  |
| 2015 | Dorian Award                                 | Nejlepší televizní seriál                                                        | Jane the Virgin                            | vítězství |
| 2015 | Online Film and Television Association Award | Nejlepší ženský herecký výkon v hlavní roli                                      | Gina Rodriguez                             | nominace  |
| 2015 | Online Film and Television Association Award | Nejlepší ženský herecký výkon v hostující roli                                   | Rita Moreno                                | vítězství |
| 2015 | Maxwell Weinberg Award                       | Ocenění                                                                          | Arpi Ketendjian CBS Studios                | vítězství |
| 2015 | NHMC Impact Gala Award                       | Ocenění                                                                          | Gina Rodriguez                             | vítězství |
| 2015 | HOLA Award                                   | Objev roku                                                                       | Andrea Navedo                              | vítězství |
| 2015 | GiRL POWER Media Role Model Award            | Ocenění                                                                          | Gina Rodriguez                             | vítězství |
| 2015 | GiRL POWER Media Role Model Award            | Ocenění                                                                          | Andrea Navedo                              | vítězství |
| 2015 | GiRL POWER Media Role Model Award            | Ocenění                                                                          | Ivonne Coll                                | vítězství |
| 2015 | International Drama Award                    | Nejlepší seriál                                                                  | Jane the Virgin                            | nominace  |
| 2015 | International Drama Award                    | Nejlepší herečka                                                                 | Gina Rodriguez                             | nominace  |
| 2015 | International Drama Award                    | Nejlepší režisér                                                                 | Brad Silberling                            | nominace  |
| 2015 | Paleyfest LA                                 | Ocenění                                                                          | Jane the Virgin                            | vítězství |
| 2016 | Satellite Award                              | Nejlepší televizní seriál – muzikál nebo komedie                                 | Jane the Virgin                            | nominace  |
| 2016 | Satellite Award                              | Nejlepší ženský herecký výkon v hlavní roli – televizní seriál (muzikál/komedie) | Gina Rodriguez                             | nominace  |
| 2016 | NAACP Image Award                            | Nejlepší ženský herecký výkon v hlavní roli – komedie                            | Gina Rodriguez                             | nominace  |
| 2016 | NAACP Image Award                            | Nejlepší scénář – televize (komedie)                                             | Jennie Snyder Urman                        | nominace  |
| 2016 | NAACP Image Award                            | Nejlepší režisér – televize (komedie)                                            | Brad Silberling                            | nominace  |
| 2016 | Zlatý glóbus                                 | Nejlepší ženský herecký výkon v hlavní roli – televizní seriál (muzikál/komedie) | Gina Rodriguez                             | nominace  |
| 2016 | Critics' Choice Award                        | Nejlepší komediální seriál                                                       | Jane the Virgin                            | nominace  |
| 2016 | Critics' Choice Award                        | Nejlepší ženský herecký výkon v hlavní roli – komedie                            | Gina Rodriguez                             | nominace  |
| 2016 | Critics' Choice Award                        | Nejlepší mužský herecký výkon ve vedlejší roli – komedie                         | Jaime Camil                                | nominace  |
| 2016 | TV Line                                      | Herecký výkon týdne                                                              | Yael Grobglas ("Chapter Thirty-Six")       | nominace  |
| 2016 | Golden Reel Award                            | Nejlepší mix zvuku                                                               | Susan Ham, Sharyn Gersh                    | nominace  |
| 2016 | GMS Award                                    | Nejlepší hudební supervize                                                       | Kevin J. Edelman                           | nominace  |
| 2016 | The Women's Image Award                      | Nejlepší herečka – komedie                                                       | Gina Rodriguez                             | nominace  |
| 2016 | The Women's Image Award                      | Nejlepší komediální seriál                                                       | Jane the Virgin                            | nominace  |
| 2016 | The Women's Image Award                      | Nejlepší scénář – televize                                                       | Jennie Snyder Urman ("Chapter One: Pilot") | nominace  |
| 2016 | Artios Award                                 | Nejlepší casting – komedie                                                       | Alyson Silverberg, Jonathan Clay Harris    | nominace  |
| 2016 | Frijolywood Award                            | Nejlepší scénář – komedie                                                        | Carolina Rivera                            | vítězství |
| 2016 | Frijolywood Award                            | Nejlepší mužský herecký výkon ve vedlejší roli – seriál (komedie)                | Jaime Camil                                | vítězství |
| 2016 | NHMC Impact Award                            | Nejlepší výkon – seriál (komedie)                                                | Andrea Navedo                              | vítězství |
| 2016 | Cine Award                                   | Nejlepší komediální seriál                                                       | Jane the Virgin                            | nominace  |
| 2016 | Cine Award                                   | Nejlepší ženský herecký výkon v hlavní roli – seriál (komedie)                   | Gina Rodriguez                             | nominace  |
| 2016 | Cine Award                                   | Nejlepší mužský herecký výkon ve vedlejší roli – seriál (komedie)                | Jaime Camil                                | nominace  |
| 2016 | Cine Award                                   | Nejlepší ženský herecký výkon ve vedlejší roli – seriál (komedie)                | Ivonne Coll                                | vítězství |
| 2016 | Young Artist Award                           | Nejlepší výkon v televizním seriálu                                              | Madison Rojas                              | nominace  |
| 2016 | Teen Choice Award                            | Nejoblíbenější seriál (komedie)                                                  | Jane the Virgin                            | nominace  |
| 2016 | Teen Choice Award                            | Nejoblíbenější seriálový herec                                                   | Jaime Camil                                | nominace  |
| 2016 | Teen Choice Award                            | Nejoblíbenější seriálová herečka                                                 | Gina Rodriguez                             | nominace  |
| 2016 | Cena Emmy                                    | Nejlepší vypravěč                                                                | Anthony Mendez                             | nominace  |
| 2016 | EWwy Award                                   | Nejlepší herečka – komedie                                                       | Gina Rodriguez                             | nominace  |
| 2016 | EWwy Award                                   | Nejlepší mužský herecký výkon ve vedlejší roli – komedie                         | Jaime Camil                                | nominace  |
| 2016 | Imagen Award                                 | Nejlepší televizní program (komedie)                                             | Jane the Virgin                            | vítězství |
| 2016 | Imagen Award                                 | Nejlepší herečka – televize                                                      | Gina Rodriguez                             | vítězství |
| 2016 | Imagen Award                                 | Nejlepší mužský herecký výkon ve vedlejší roli – seriál (komedie)                | Jaime Camil                                | vítězství |
| 2016 | Imagen Award                                 | Nejlepší ženský herecký výkon ve vedlejší roli – seriál (komedie)                | Andrea Navedo                              | nominace  |
| 2016 | TV Line                                      | Herecký výkon týdne                                                              | Gina Rodriguez ("Chapter Forty-Seven")     | vítězství |
| 2017 | Zlatý glóbus                                 | Nejlepší ženský herecký výkon v hlavní roli – seriál (muzikál nebo komedie)      | Gina Rodriguez                             | nominace  |
| 2017 | People's Choice Award                        | Nejoblíbenější televizní seriál – komedie                                        | Jane the Virgin                            | nominace  |
| 2017 | People's Choice Award                        | Nejoblbíbenější seriálová herečka – komedie                                      | Gina Rodriguez                             | nominace  |
| 2017 | Black Reel Award                             | Nejelepší herečka – seriál (komedie)                                             | Gina Rodriguez                             | nominace  |
| 2017 | MTV Award                                    | Nejlepší americký příběh                                                         | Jane the Virgin                            | nominace  |
| 2017 | MTV Award                                    | Nejlepší herec v seriálu                                                         | Gina Rodriguez                             | nominace  |
| 2017 | GMS Award                                    | Nejlepší hudební supervize                                                       | Kevin J. Edelman                           | nominace  |
| 2017 | Teen Choice Award                            | Nejoblíbenější seriálová komedie                                                 | Jane the Virgin                            | nominace  |
| 2017 | Teen Choice Award                            | Nejoblíbenější seriálová herečka – komedie                                       | Gina Rodriguez                             | nominace  |
| 2017 | Teen Choice Award                            | Nejoblíbenější seriálový herec – komedie                                         | Jaime Camil                                | nominace  |
| 2017 | Imagen Award                                 | Nejoblíbenější televizní program – komedie                                       | Jane the Virgin                            | nominace  |
| 2017 | Imagen Award                                 | Nejlepší mužský herecký výkon ve vedlejší roli – seriál (komedie)                | Jaime Camil                                | nominace  |
| 2017 | Imagen Award                                 | Nejlepší ženský herecký výkon ve vedlejší roli – seriál (komedie)                | Ivonne Coll                                | nominace  |
| 2018 | MTV Award                                    | Nejlepší polibek                                                                 | Gina Rodriguez & Justin Baldoni            | nominace  |
| 2018 | Teen Choice Award                            | Nejoblíbenější seriál – komedie                                                  | Jane the Virgin                            | nominace  |
| 2018 | Teen Choice Award                            | Nejoblíbenější seriálová herečka – komedie                                       | Gina Rodriguez                             | vítězství |
| 2018 | Teen Choice Award                            | Nejoblíbenější seriálový herec – komedie                                         | Jaime Camil                                | vítězství |
| 2018 | Teen Choice Award                            | Nejlepší polibek                                                                 | Gina Rodriguez & Justin Baldoni            | nominace  |
| 2018 | ALMA Awards                                  | Nejoblíbenější seriál – komedie                                                  | Obsazení                                   | vítězství |